# 渗透调节

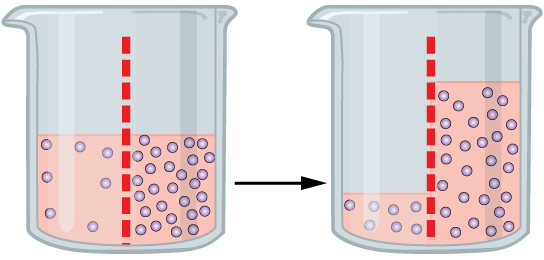
渗透是指水通过半透膜沿着浓度梯度扩散。 如果膜可渗透水，但不可渗透溶质，则水将通过扩散到溶质浓度较高的一侧，来平衡其自身浓度。 左边的烧杯中，膜右侧的溶液是高渗的。红线是半透膜。

渗透调节是指生物体為维持體內體液的含水量以及电解质浓度而對體液的滲透壓進行调节。水生和陆生生物的体液必须保持适当的溶质浓度和含水量。例如植物在乾旱的環境下失水，植物就通过代谢活动提高细胞内溶质浓度，降低水势，從而從外界的介质中继续吸水。